# Pierart dou Tielt

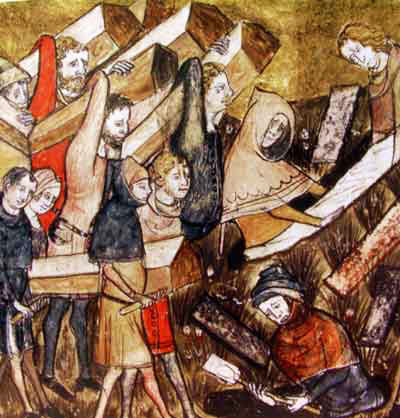
Begrafenis van pestslachtoffers in Doornik. Detail van een miniatuur uit de “Chroniques et annales de Gilles Li Muisis”, Koninklijke Bibliotheek van België, Ms. 13076-13077, f. 24v.

Pierart dou Tielt was een kopiist, miniaturist en boekbinder die actief was in het tweede kwart van de 14e eeuw in Doornik. We kennen hem uit een geïllustreerde Queste di St. Graal die voltooid werd op 15 augustus 1351 en waarin hij schreef: Si l’escrips pierart dou tielt et elumina et loia. Het handschrift wordt nu bewaard als ms. 5218 in de Bibliothèque de l'Arsenal in Parijs.
Gilles Li Muisis (1331-1353), abt van de Sint-Maartensabdij van Doornik, die kort voor zijn dood blind was geworden, verzamelde een aantal teksten en documenten over zijn abdij en Pierart kreeg kort voor of na de dood van de abt, de opdracht om de teksten te bundelen, over te schrijven en te verluchten. Uit een verbetering van een aantekening omstreeks 1349, in de Liber compilatus (een rekeningenboek) van Li Muisis blijkt dat Pierart dou Tielt werd aangesteld om de boeken van de abdijbibliotheek te onderhouden; zijn voorganger was een Jehans de Bruielle. In de vierdelige kroniek van Li Muisis die hij gedeeltelijk kopieerde en verluchtte, maakte hij een levendige en realistische afspiegeling van de dramatische evenementen van die tijd zoals de pestepidemie, de optochten van de flagellanten en de Jodenvervolging die van dat alles het gevolg was. Hij kopieerde daarnaast een verzamelhandschrift met gedichten en andere werken van Li Muisis en werkte mee aan een Roman de Pamphile et Galathée (Koninklijke Bibliotheek van België, Ms. 4783), een liefdeslegende uit de 12e eeuw.

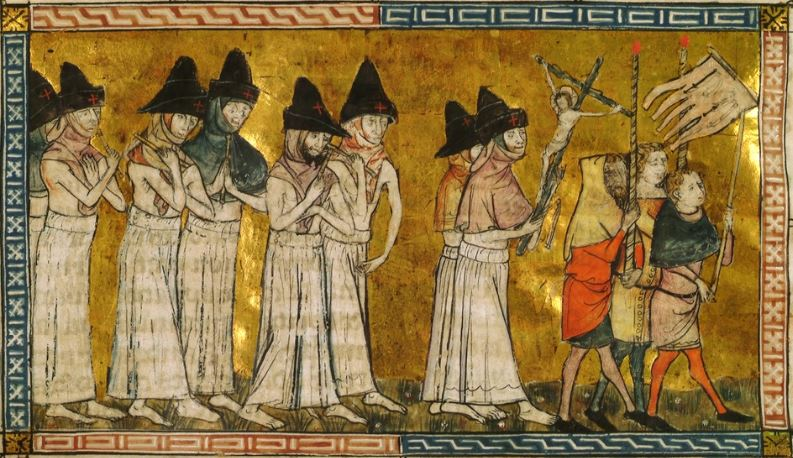
Tractatus quartus van Gilles Li Muisis, Flagellanten.

Volgens François Avril zou Pierart in 1330 al een Roman de la rose (Stadsbibliotheek Doornik, Ms. 101) en een brevier hebben verlucht voor de abdij van Sint-Aldegondis in Maubeuge (Cambrai, Bibliothèque municipale, Ms. 133). Hij zou ook betrokken geweest zijn bij een exemplaar van Les voeux du Paon van Jacques de Longuyon en Le restor du Paon van Jean Brisebarre (Pierpont Morgan Library, Ms. G. 24, New York). Hij werkte voorts mee aan een rijk geïllustreerde Alexanderroman die nu bewaard wordt in de Bodleian Library in Oxford als Ms. Bodl. 264. Daarvoor werkte hij samen met Jehan de Grise. Pierart maakte de miniaturen van katern vier tot en met katern negen.
Zijn stijl is vlak en lineair en daarbij hard en realistisch. Hij is niet elegant te noemen en blijft ver weg van de Parijse hoofse stijl. De scènes die hij schildert bevatten veel figuren en zijn vrij druk. De achtergrond blijft vlak en is louter decoratief. Zijn stijl kondigt het Vlaamse realisme aan, dat tussen 1350 en 1435 in de Vlaamse schilder- en miniatuurkunst zou doorbreken.

## Werken
Hierbij een onvolledig overzicht van werken of handschriften, waaraan Pierart dou Tielt als miniaturist (of als kopiist) heeft meegewerkt. In totaal wordt – volgens Mark Cruse in 2011 – zijn medewerking of die van zijn omgeving aan een dertigtal werken toegeschreven.
- Roman de la Rose, ca. 1330, Stadsbibliotheek Doornik, Ms. 101
- Brevier voor de abdij van Sint-Aldegondis in Maubeuge, ca. 1330, Cambrai, Bibliothèque municipale, Ms. 133.
- Roman de Pamphile et Galathée Koninklijke Bibliotheek van België, Ms. 4783.
- Getijdenboek, Koninklijke Bibliotheek van België, Ms. IV 453.
- Queste di St. Graal 15 augustus 1351, Bibliothèque de l'Arsenal, Ms. 5218, Parijs
- Verzamelhandschrift met gedichten en andere werken van Gilles Li Muisis, ca. 1353, Koninklijke Bibliotheek van België, Ms. IV 119
- Vierdelige kroniek van Gilles Li Muisis, ca. 1360, Koninklijke Bibliotheek van België, Ms. 13076-13077
- Kroniek van Gilles Li Muisis, ca. 1360, Stadsbibliotheek Kortrijk, Ms. 135 (Compotus abbreviatus en Tractatus I-III)
- Les voeux du Paon van Jacques de Longuyon en Le restor du Paon van Jean Brise barre Pierpont Morgan Library, Ms. G. 24, New York
- Li Romans du Boin Roi Alexandre, 1344, Bodleian Library, Ms. Bodl. 264, Oxford